# Franco Ghiadoni
Franco Ghiadoni (Rivergaro, 23 agosto 1933 – Pisa, 26 gennaio 2019) è stato un calciatore e allenatore di calcio italiano, di ruolo attaccante.

## Caratteristiche tecniche
Ad inizio carriera giocava come centravanti, per poi spostarsi definitivamente al ruolo di ala destra.

## Carriera

### Giocatore
Cresce nel Rivergaro, da cui si trasferisce alle giovanili del Piacenza; dopo una stagione in prestito di nuovo alla Rivergarese (1951-1952), rientra definitivamente ai biancorossi, con cui partecipa poi al Campionato Riserve a partire dal 1952. Debutta in prima squadra nel campionato di Serie C 1954-1955, e l'anno successivo passa in prestito militare alla Bassanese, in IV Serie.
Nel 1956 rientra al Piacenza, a sua volta retrocesso in IV Serie, e realizza 14 reti sia nella stagione 1956-1957 sia in quella successiva, risultando in entrambe il capocannoniere della squadra; grazie a queste prestazioni viene convocato nella Nazionale Dilettanti. Nel 1958 viene ceduto al Pisa, con cui gioca per due stagioni in Serie C (61 presenze e 14 reti), prima di trasferirsi per un'annata al Livorno, sempre in terza serie.
Nel 1961, a 28 anni, viene acquistato dalla Lucchese, con cui debutta in Serie B: totalizza 17 presenze con una rete (all'esordio contro l'Alessandria) nella prima stagione, e 20 partite con 4 gol nella seconda che vede i rossoneri retrocedere in Serie C. Chiude la carriera con una stagione iniziata nel Como, anch'esso appena retrocesso in terza serie, e proseguita nel Pisa, sempre in Serie C.

### Allenatore
Stabilitosi definitivamente a Pisa, allena diverse formazioni giovanili a livello dilettantistico. Tra i risultati di rilievo ottenuti, il titolo nazionale Allievi dilettanti vinto alla guida della Marinese nel 1975.